# Armand Touati
Pour les articles homonymes, voir Touati.
Armand Touati, né le 13 décembre 1952 à Oran et mort le 23 septembre 2005 à Marseille, est un psychologue français. Il se signale essentiellement par le rôle qu'il a joué dans l'organisation de la profession de psychologue en France.

## Parcours professionnel et intellectuel

### Le psychologue militant
Armand Touati a au départ une double formation universitaire de philosophe et de psychologue, qui orientera sa carrière intellectuelle. Sa réflexion philosophique sur l'humain et la société restera tout du long adossée à l'expérience d'une pratique professionnelle, comme psychologue, psychanalyste et formateur. Il participe au grand mouvement d'échanges intellectuels et d'actions militantes qui agite la profession de psychologue dans les années 1980 et qui débouchera sur la reconnaissance du titre en 1985. Membre du Syndicat National des Psychologues, il propose à l'époque aux associations et syndicats de psychologues de lancer un journal professionnel à destination du public pour faire connaître la psychologie et ses praticiens, donner un éclairage psychologique aux grandes questions de société du moment, et pour inciter les psychologues à réfléchir à l'inscription sociale de leurs pratiques. Mais devant les lenteurs de ses confrères à réagir, c'est en définitive à titre personnel qu'il crée en 1982 Le Journal des psychologues, sous forme d'une entreprise de presse.
En 1984, il décide de quitter le SNP et fonde la Fédération des Psychologues avec le projet de doter la profession d'une organisation qui ne soit pas seulement pensée dans les catégories du syndicalisme revendicatif, mais réfléchisse également à l'inscription sociale des psychologues et contribue à les faire connaître dans le public. Cependant, cette association, tout en bénéficiant du support du Journal qui en fait un interlocuteur obligé dans le dialogue avec les autorités politiques, n'arrivera jamais à réunir que quelques dizaines d'adhérents et finira par arrêter ses activités. Dès lors, c'est surtout son activité comme patron de presse qui donne à Armand Touati la tribune qui lui permet de s'exprimer.

### Le patron de presse
Armand Touati, tout en continuant à exercer en libéral comme psychologue et comme formateur, change en fait de métier. Patron de presse, il dirige Le Journal des psychologues pendant quatorze ans, et en fait un espace d'échanges où les étudiants et les jeunes psychologues, d'abord, puis les anciens, et enfin l'Université, construisent une représentation commune du collectif qu'ils constituent, de ce seul fait de pouvoir écrire et être lus dans un même espace. Le Journal est diffusé en kiosques et tire à plusieurs dizaines de milliers d’exemplaires, la profession sort de la semi-clandestinité dans laquelle elle était confinée par une image “d'auxiliaires médicaux”. Très rapidement, le support de presse se double de l'organisation, une fois par an, à l'approche de l'été, d'un Forum des Psychologues, ouvert à tous au-delà des appartenances doctrinales ou syndicales. Les premiers thèmes : “L'avenir des pratiques psychologiques” (1983), “Les psychologues et la société” (1984), “Interventions psychologiques et changements” (1985) indiquent bien le souci d'ouvrir la psychologie sur la société. Les actes de ces forums donneront lieu à autant de publications, qui transforment l'entreprise d'Armand Touati en maison d'édition, sous l'enseigne “Hommes et perspectives”.
Tant l'organe de presse que l'organisation de ces rencontres qui rassemblent régulièrement près d'un millier de professionnels, contribuent à l'accélération du processus de reconnaissance légale du titre de psychologue, désormais réservé aux titulaires d'un diplôme universitaire de niveau DESS. Le Journal des psychologues devient une institution incontournable dans la profession, qui dépasse l'entreprise individuelle des débuts. Armand Touati finit d'ailleurs par céder le titre en 1995, car l'extension de sa propre réflexion sur l'homme et la société l'amène à se sentir engoncé par le cadre de la seule profession de psychologue.

### La réflexion sur le social
Déjà en 1989 et en 1994, Armand Touati avait été tenté par la carrière politique en présentant une liste aux élections européennes, mais n'avait obtenu qu'un très faible résultat. Il se présente également aux élections législatives de 1993 dans la Cinquième circonscription des Bouches-du-Rhône sous l'étiquette Génération écologie ou il obtient la 6éme place avec 7% des voix. Il publie le Manifeste démocrate en 1993, et poursuivra par la suite sa réflexion politique dans Démocratie ou barbarie (1996) et La Nation, la fin d'une illusion ? (2000).
Le tournant est pris en 1996 quand il se lance dans une nouvelle aventure éditoriale en lançant la revue Cultures en mouvement, dont le titre deviendra par la suite Sciences de l'Homme et Sociétés. Il est alors pleinement dans son élément, celui d'une interrogation scientifique et éthique sur les rapports entre sciences humaines et dynamiques sociétales. À partir de 2000, suivant une formule bien rodée du temps du Journal des psychologues, il organise un congrès annuel sur une question de société : la mutation (2000), les différences (2001), les limites de l'humain (2002), les violences (2003), les rapports femmes-hommes (2004). Le dernier congrès qu'il initie est organisé à Strasbourg en 2005 sur les « Jeunes : du risque d'exister à la reconnaissance ».
Travailleur infatigable, gérant la revue durant la semaine, écrivant le soir et pendant les week-ends, toujours à envisager une dizaine de projets en même temps, il s'épuise cependant dans les difficultés de gestion de cette nouvelle entreprise, qui ne bénéficie par du creuset professionnel dans lequel s'était développé Le Journal des psychologues. En 2003, il tombe malade, et la leucémie qui est diagnostiquée à l'époque, malgré une rémission, finira par l'emporter deux ans plus tard. La revue et les éditions Sciences de l’Homme et Sociétés interrompent leurs activités et la société est mise en liquidation.
Faiseur de liens, Armand Touati a également permis à travers ses publications et ses colloques la rencontre entre des psychologues et des sociologues qu'il a contribué à faire connaître. Les sommaires des ouvrages collectifs qu'il a dirigés permettent de repérer, outre des noms prestigieux comme Georges Balandier, Boris Cyrulnik, Jean-Claude Kaufmann, Michel Maffesoli, Edgar Morin, Alain Touraine, et bien d'autres, sollicités pour leur notoriété dans le domaine traité par l'ouvrage, la présence plus régulière d'auteurs de l’entourage d’Armand Touati, tels que Nicole Aubert, Thierry Goguel d'Allondans, David Le Breton, Nancy Midol, Max Pagès, André Rauch, Patrick Schmoll, qui pour certains, étant de la même génération, signent là dans les années 1980 leurs textes de jeunesse.

### Livres
- Annuaire-guide de la psychologie, 1re édition, Marseille, Le Journal des Psychologues, 1984 hors série.
- Devenir psychologue. Des études aux métiers: comprendre la dynamique de la profession, 1re édition, Marseille, Le Journal des Psychologues, 1988 hors série.
- Sexualités en question. Petit traité à l’usage de l’honnête homme, Marseille, Hommes et perspectives, 1991.
- Le manifeste démocrate, Marseille, Hommes et perspectives, 1993
- Démocratie ou barbarie, Paris, Desclée de Brouwer, 1996
- La Nation : la fin d'une illusion ?, Paris, Desclée de Brouwer, 2000

### Actes du « Forum des psychologues »
(publiés sous la direction d'Armand Touati)
- L'avenir des pratiques psychologiques, Marseille, Le Journal des Psychologues, 1984 hors série
- Les psychologues et la société, Marseille, Le Journal des Psychologues, 1985 hors série
- Interventions psychologiques et changement, Marseille, Le Journal des Psychologues, 1986 hors série
- Communications, Marseille, Le Journal des Psychologues, 1987 hors série
- Les temps de la vie, Marseille, Le Journal des Psychologues, 1988 hors série
- Cultures et personnalités, Marseille, Le Journal des Psychologues, 1989 hors série
- Conflits. Origines, évolutions, dépassements, Marseille, Hommes et perspectives, 1990
- Autonomie. Construction et limites, Marseille, Hommes et perspectives, 1991
- Créativités. Conditions, processus, impacts, Marseille, Hommes et perspectives, 1992
- Psychologie de l’Europe, Europe de la psychologie, Marseille, Hommes et perspectives, 1993
- Violences : penser, agir, transformer, Marseille, Hommes et perspectives, 1994
- Femmes et hommes. Des origines aux relations d’aujourd’hui, Marseille, Hommes et perspectives, 1995
- Plaisirs/Déplaisirs : apprendre, connaître, se développer, Marseille, Hommes et perspectives, 1996

### Actes des colloques "Sciences de l'homme et société"
(publiés sous la direction d'Armand Touati)
- Penser la mutation, Antibes, Cultures en mouvement, 2001
- Différences dans la civilisation, Antibes, Cultures en mouvement, 2002
- Aux limites de l'humain, Antibes, Cultures en mouvement, 2003
- Violences. De la réflexion à l’intervention, Antibes, Cultures en mouvement, 2004
- Femmes-Hommes : l'invention des possibles, Antibes, Cultures en mouvement, 2005
- Jeunes : du risque d'exister à la reconnaissance, Paris, Téraèdre, 2006

## Référence
- Patrick Schmoll, Armand Touati, un tisseur de liens, Revue des sciences sociales, 2006, no 34, p. 6-7.